# Alan Ett
Pour les articles homonymes, voir Ett.
Alan Ett est un compositeur et producteur américain né le 2 mars 1952 à Détroit, Michigan (États-Unis).

## Filmographie

### Compositeur
- 1992 : Sightings (série télévisée)
- 1993 : Penthouse Satin & Lace II: Hollywood Undercover (vidéo)
- 1994 : Street Pirates
- 1996 : Mutant Man
- 1996 : Candid Camera's 50th Anniversary (TV)
- 1997 : Area 51: The Alien Interview (vidéo)
- 1998 : Intimate Portrait: Christie Brinkley (TV)
- 1998 : Intimate Portrait: Jaclyn Smith (TV)
- 1998 : Transitions (TV)
- 1999 : Mt. Everest: The Fatal Climb (TV)
- 1999 : Intimate Portrait: Michele Lee (TV)
- 1999 : Intimate Portrait: Loni Anderson (TV)
- 2000 : The Fly Papers: The Buzz on Hollywood's Scariest Insect (TV)
- 2000 : Street Smarts (série télévisée)
- 2001 : See for Yourself
- 2002 : The Chair (série télévisée)
- 2002 : Whammy! The All New Press Your Luck (série télévisée)
- 2002 : Hollywood Rocks the Movies: The 1970s (TV)
- 2003 : Let's Make a Deal (série télévisée)
- 2003 : Dream Chasers (TV)
- 2004 : Famous Homes & Hideaways (série télévisée)
- 2004 : A Sight for Sore Eyes
- 2004 : Off the Pages
- 2004 : A Touch of Greece (vidéo)
- 2005 : Distraction (série télévisée)
- 2005 : Candid Camera: 5 Decades of Smiles (vidéo)
- 2005 : Les Girls de Playboy (The Girls Next Door) (série télévisée)
- 2006 : I've Got a Secret (série télévisée)

### Producteur
- 1998 : The Mysteries of Amelia Earhart (TV)
- 1998 : The Berlin Airlift: First Battle of the Cold War (TV)
- 2000 : Sugihara: Conspiracy of Kindness
- 2005 : Adventure Highway (série télévisée)